# Congosorex
Genre

## Liste des espèces
- Congosorex polli (Heim de Balsac et Lamotte, 1956)
- Congosorex verheyeni Hutterer, Barriere et Colyn, 2002